# Загін Трубачова бореться
«Загі́н Трубачо́ва бо́реться» — радянський художній фільм режисера Іллі Фреза, знятий в 1957 році на Кіностудії ім. М. Горького за 2-ю книгою роману Валентини Осєєвої «Васьок Трубачов і його товариші».

## Сюжет
Другий фільм дилогії про московських школярів, які опинилися влітку 1941 року на території окупованої німцями України і які взяли участь у боротьбі за її визволення. Перший фільм дилогії — «Васьок Трубачов і його товариші».

## У ролях
- Олег Вишньов —  Васьок Трубачов
- Володимир Семенович —  Саша Булгаков
- Олександр Чудаков —  Коля Одинцов
- В'ячеслав Дєвкін —  Коля Мазін
- Георгій Александров —  Петька Русаков
- Валерій Сафарбеков —  Сєва Малютін
- Наталія Ричагова —  Нюра Синіцина
- Ольга Троїцька —  Ліда Зоріна
- Олександр Вдовін —  Генка Наливайко
- Петро Дупак —  Гнат Тарасюк
- Іван Свищ —  Федько Гузь
- Юрій Боголюбов —  Сергій Миколайович, вчитель
- Леонід Харитонов —  вожатий Митя Бурцев
- Сергій Блинников —  Степан Ілліч
- Анатолій Кубацький —  дід Михайло
- Микола Яковченко —  Іван Матвеїч, пасічник
- Олена Максимова —  баба Івга
- Микола Панасьєв —  поліцай Петро
- Катерина Литвиненко —  Оксана, сестра вчителя
- Володимир Ємельянов —  Мирон Дмитрович, директор МТС
- Юрій Медведєв —  батько Трубачова
- Іван Рижов —  Яків Пряник, партизан

## Знімальна група
- Режисер — Ілля Фрез
- Сценаристи — Валентина Осєєва-Хмелєва, Ілля Фрез
- Оператор — Костянтин Арутюнов
- Композитор — Михайло Зів
- Художник — Петро Галаджев